# Santa Lucia (film)
Santa Lucia è un film del 2021, scritto e diretto da Marco Chiappetta, alla sua opera prima.
È stato presentato in selezione ufficiale al Torino Film Festival 2021.

## Trama
Dopo molti anni trascorsi in Argentina, Roberto, scrittore ormai cieco, torna a Napoli per la morte della madre. Insieme con il fratello Lorenzo, musicista mancato, intraprende un viaggio della memoria nella città della sua giovinezza, che non può più vedere ma solo percepire attraverso i sensi che gli restano, i ricordi e l’immaginazione, alla ricerca del tragico motivo del suo addio.

## Distribuzione
Il film è stato presentato in anteprima il 28 novembre 2021 al Torino Film Festival 2021.
Nelle sale italiane è uscito il 3 novembre 2022, distribuito da Double Line.

## Riconoscimenti
- 2023 - Bimbi Belli
  - Miglior attore protagonista a  Renato Carpentieri